# Johann Patroclus Möller
Johann Patroclus Möller (* 1698 in Soest; † 1772) war ein westfälischer Orgelbauer.

## Leben
Johann Patroclus Möller wurde 1698 in Soest geboren. Die Taufe empfing er am 19. September 1698 in der dortigen Kirche St. Maria zur Höhe. Sein Vater, Mertin Möller, war Kunsttischler in Soest (Soester Bürger 1696–1724) und sorgte dafür, dass sein Sohn sowohl eine handwerkliche als auch eine Organisten-Ausbildung bekam.
1720 nahm er in Lippstadt in der kleinen Marienkirche die Stelle als Organist und Küster an. Wie damals üblich, war dies nur möglich, indem er die Tochter des verstorbenen Amtsvorgängers heiratete. Vier Kinder gingen aus dieser Ehe hervor, jedoch starben bereits drei vor der Einschulung. 1732 starb auch Möllers Frau. Zur zweiten Frau nahm er sich die Tochter des Organisten der großen Marienkirche, so dass er auch dort als Organist arbeitete. Auch aus dieser Ehe gingen vier Kinder hervor, aber wiederum nur eines wurde erwachsen. Nach elf Jahren starb auch seine zweite Frau. Mit der dritten Frau hatte Möller drei weitere Kinder, nur eines erlebte den vierten Geburtstag.
1772 starb er mit knapp 74 Jahren an Fieber.

## Werke
Noch heute finden sich Orgeln von Johann Patroclus Möller in Büren (früher Böddeken), Marienfeld, Marienmünster, Rüthen-Hoinkhausen und Welver (früher St. Walburgis, Soest). In der Soester Hohnekirche steht eine Reproduktion einer Möller-Orgel.
Nicht mehr vorhandene Orgeln von Möller gab es in Bielefeld, Geseke, Hamm, Herford, Iserlohn, Kirchborchen, Kleve, Münster, Paderborn, Soest und Werl.
| Jahr      | Ort                  | Kirche                              | Bild | Manuale | Register | Bemerkungen |
| --------- | -------------------- | ----------------------------------- | ---- | ------- | -------- | --- |
| 1720–1725 | Soest                | Alt-St. Thomä                       |      |         |          | 1720 erhielt Johann Patroclus Möller den Auftrag, eine neue Orgel für die Thomäkirche zu bauen. Mit 21 Jahren war er aber zu jung, so dass sein Vater diesen Vertrag unterschrieb. 650 Reichstaler wurden für den Neubau ausgehandelt. Dafür musste Möller aber die alte Orgel für 50 Taler in Zahlung nehmen. 1725 konnte die neue Orgel fertiggestellt werden. |
| 1722      | Ostönnen             | St. Andreas                         |      | I/p     | 8        | → Orgel von St. Andreas (Ostönnen). Die evangelische Gemeinde St. Andreas in Ostönnen suchte seinerzeit nach einer Orgel, konnte sich einen Neubau allerdings nicht leisten. Für 200 Taler konnte Möller die in Soest in Zahlung genommene Orgel wiederherstellen und in den Jahren 1721–1722 in Ostönnen wieder aufbauen. Am 11. Oktober 1722 wurde diese Orgel feierlich eingeweiht. Da die Gemeinde durchgängig wenig Geld zur Verfügung hatte, besteht die Orgel noch heute ohne größere Veränderungen und gilt damit als das älteste noch vorhandene Werk Möllers. |
| 1730      | Soest                | St. Maria zur Höhe                  |      |         |          | Im Jahr 1730 fügte Möller der Orgel in St. Maria zur Höhe, Soest, ein Rückpositiv an. |
| 1733      | Soest                | Stift St. Walburgis                 |      | I/P     | 12       | 1825–1827 als Geschenk des preußischen Königs nach St. Albanus und Cyriakus, Welver, überführt; 1968 restauriert, 1982 auf Westempore umgesetzt (Foto); Prospekt und vier Register erhalten, ursprüngliche Disposition nicht rekonstruiert. |
| 1736–1738 | Marienmünster        | St. Jakobus d. Ä. und Christophorus |      | III/P   | 44       | 1736 bekam Möller den Auftrag, für die Abtei Marienmünster eine Orgel zu bauen, die er 1738 fertigstellte. 42 Register sind auf Hauptwerk, Rückpositiv, Brustwerk und Pedal verteilt. 1921 wurde die Orgel durch die Firma Anton Feith, Paderborn, restauriert. Die meisten Pfeifen blieben erhalten, die Springladen von Hauptwerk und Pedal wurden durch Schleifladen ersetzt. Das Rückpositiv wurde mit einer Kegellade versehen. 1965/66 wurde die Orgel nochmals von der Firma Franz Breil, Dorsten, restauriert und die originale Disposition wieder hergestellt. 2010–2012 restaurierte die Straßburger Firma Manufacture d’Orgues Muhleisen das Werk und rekonstruierte zwei verlorene Pedalregister.                                      |
| 1744      | Büren                | Kloster Böddeken                    |      | II/P    | 24       | 1744 baute Möller eine neue Orgel für das Kloster Böddeken. Heute steht sie in der Bürener Pfarrkirche St. Nikolaus. |
| 1745–1751 | Marienfeld           | Kloster Marienfeld                  |      | III/P   | 41       | Der Marienfelder Abt Ferdinandus Oesterhoff beauftragte 1745 Johan Patroclus Möller mit dem Neubau einer Orgel für das Zisterzienser-Kloster Marienfeld. Unter Verwendung älterer Bestandteile der vorherigen Orgeln konnte sie 1751 fertiggestellt und am 26. August des Jahres eingeweiht werden. Umfangreiche Umbauten fanden 1883/84 und 1924 statt. 1961/62 sowie 1999 wurde die Orgel fachmännisch restauriert. |
| 1747      | Hoinkhausen          | St. Pankratius                      |      | II/p    | 19       | 1747 baute Möller die Orgel in der St.-Pankratius-Kirche in Hoinkhausen um. Die vorhandene Orgel wurde um ein Unterwerk ergänzt. Nach einer Erweiterung im 19. Jahrhundert um ein selbstständiges Pedal und einem eingreifenden Umbau 1956 verfügt die Orgel heute über 33 Register. |
| 1751      | Dalheim              | Kloster Dalheim                     |      | III/P   | 45       | Um 1750 ersetzte Johann Möller ein Register der Orgel im Augustiner-Chorherren-Kloster Dalheim, ergänzte beim Gedackt eine Bassoktave und baute wohl eine neue Windlade im Brustwerk. Das Stift wurde 1803 aufgehoben und zu einem landwirtschaftlichen Betrieb umgebaut. Die Orgel wurde in die Pfarrkirche St. Johannes in Borgentreich versetzt. Eine Besonderheit dieser Orgel ist, dass sie auf der Technik der Springladen beruht. Die vorletzte Restaurierung fand in den Jahren 1951–1953 statt. Nach einer erneuten Restaurierung wurde diese Orgel 2011 neu geweiht. Die Orgel ist die größte historische in Westfalen und gehört zu den größten mit erhaltenen Springladen. 59 Pfeifen von Möller und eventuell eine Windlade erhalten. |
| 1755      | Münster              | Paulusdom                           |      |         |          | Das wohl wichtigste Werk von Johann Patroclus Möller war der Neubau der Orgel im Paulusdom in Münster im Jahr 1755 auf der Empore des Westchores. 1862 wurde die Orgel in den Seitenchor über das Kapitelhaus verlegt. Das Instrument wurde im Krieg zerstört. |
| 1758      | Brakel               | St. Peter und Paul (Gehrden)        |      | II/P    | 26?      | Erweiterung der Orgel von Andreas Schneider (1679; I/p/12) um ein Oberpositiv und Pedalwerk; Prospekt erhalten |
| 1763–1765 | Herford              | Herforder Münster                   |      |         |          | In den Jahren 1763–1765 erweiterte Möller die Orgel im Herforder Münster um ein Rückpositiv und 14 Register auf Springladen (wohl weitgehender Neubau). Mit dem Abriss des dortigen Lettners 1868 verschwand auch die Orgel. Eine Tafel auf der Musikempore zeugte noch von ihrer Existenz. 1869 erhielt das Herforder Münster eine neue Orgel, in der Teile von Möllers Pfeifenwerk wiederverwendet wurden. |
| 1766      | Borchen-Kirchborchen | St. Michael                         |      |         |          | Neubau; nicht erhalten |